# Unió de Llauradors i Ramaders del País Valencià

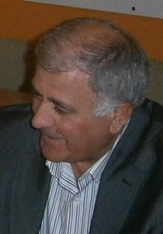
Ramon Mampel.

Unió de Llauradors i Ramaders del País Valencià (ULRPV) és un sindicat agrari valencià fundat el 12 de novembre de 1976 a la Llar Parroquial de Bonrepòs, de caràcter independent, democràtic i unitari, que té com a finalitat de defensar i promoure els interessos generals dels llauradors i ramaders professionals valencians. Compta amb aproximadament 30.000 afiliats. Forma part de la COAG i participa en el Comitè d'Organitzacions Professionals Agràries d'Europa (COPA-COGECA), en el Consell Europeu de Joves Agricultors (CEJA) i en el Consell Econòmic i Social (CES). El seu òrgan és Camp Valencià, i el secretari general és Ramon Mampel Dellà.

## Secretaris Generals
- Joan Ramon Peris Guanter
- Antoni Lozano Pastor
- Miquel Vilalta Sebastià
- Lucio Monteagudo Monteagudo
- Joan Brusca Beltran (Benicarló, 1957 - Les Borges Blanques, 17 de febrer de 2008)[1]
- Josep Botella Pardo
- Ramón Mampel Dellà
- Carles Peris Ramos[2]